# 亚历克西·克洛德-莫里斯
亚历克西·克洛德-莫里斯（Alexis Claude-Maurice，1998年6月6日—）是一位瓜德罗普裔法国足球运动员，自2024-25赛季起效力于德甲俱乐部奥格斯堡，于场上司职攻击中场。

## 俱乐部生涯
克洛德-莫里斯自幼便在位于法国北部塞纳-马恩省的托尔西足球俱乐部踢球，后于16岁时加入洛里昂足球俱乐部的青训营。2015年12月，他与该俱乐部签下了自己的第一份职业合同，并开始为预备队效力。克洛德-莫里斯于2017年8月4日完成一线队首秀，在以0比0战平阿雅克肖的法乙比赛最后阶段替换加埃尔·达尼克出场。随后，他又在2018年3月16日主场以3比1战胜奥尔良的比赛中射入个人首球。一天后，克劳德-莫里斯与洛里昂签订了一份新的为期四年的合同。2017-18赛季，他大多以替补身份参加了20场联赛，射入3球。至2018-19赛季，克劳德-莫里斯则突破性地进入了洛里昂的首发阵容，其中在前七轮联赛便已射入4个球，并有一次助攻，为俱乐部确立在积分榜上半区的位置发挥了重要作用。赛季结束时，他共在35场比赛中攻入14球，并有4次助攻。
2019年8月29日，法甲俱乐部尼斯宣布签入克洛德-莫里斯，并为此支付了1,300万欧元的转会费。他于2019年9月14日第5轮在客场以1比2不敌蒙彼利埃的比赛中首次亮相，于第61分钟替换拉辛·科利登场。克劳德-莫里斯随后很快便企稳主力位置，但直到2020年2月8日（第24轮），他才在主场以1比3负于尼姆的比赛中射入代表新东家的首个入球。整个2019-20赛季，克劳德-莫里斯在联赛中共出场22次，射入1球。2022年8月，这位法国中场被外借至联赛竞争对手朗斯，为期一年。
克洛德-莫里斯与尼斯的合同于2023-24赛季结束后，他自由转会至德甲俱乐部奥格斯堡。2024年10月4日，克洛德-莫里斯在主场对阵门兴格拉德巴赫的比赛中射入首个德甲进球，帮助球队以2比1获胜。当季第23轮，他又在对阵门兴格拉德巴赫的客场比赛中（最终比分0:3）上演了奥格斯堡在德甲历史上首个完美帽子戏法。

## 国家队生涯
2015年9月6日，克洛德-莫里斯在主场以6比0战胜澳大利亚的比赛中首次代表法国18岁以下国家足球队出场。同年10月，他又跟随法国U-17队参加了在智利举行的2015年U-17世界杯，于分组赛中出场两次，并在4比0战胜叙利亚的比赛中射入1球，以及在十六强对阵哥斯达黎加的比赛中替补出场。至2016年4月，他又为U-18队出场6次。2016年9月2日，克洛德-莫里斯在对阵美国的比赛中首次代表法国U-19队出场，最终以2比0获胜。在2017年11月8日对阵摩洛哥的比赛中代表法国U-20队完成首秀之前，他曾为该队出场9次。克洛德-莫里斯入选的最后一个年龄段是法国21岁以下国家足球队，于2021年3月28日以2比0不战胜俄罗斯的比赛中首次披挂上阵。